# Spijkerrok

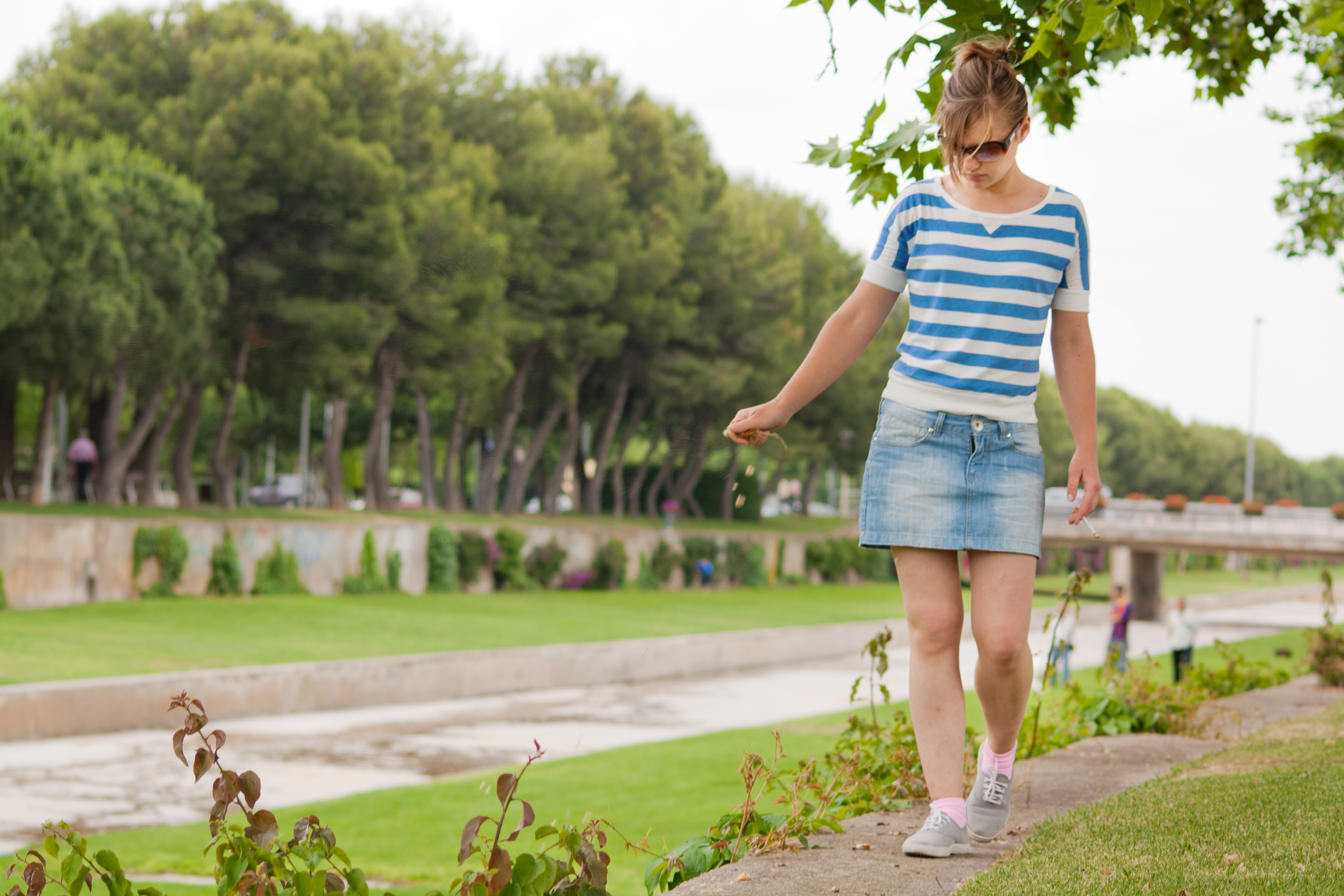
Meisje in spijkerrok ca.2011

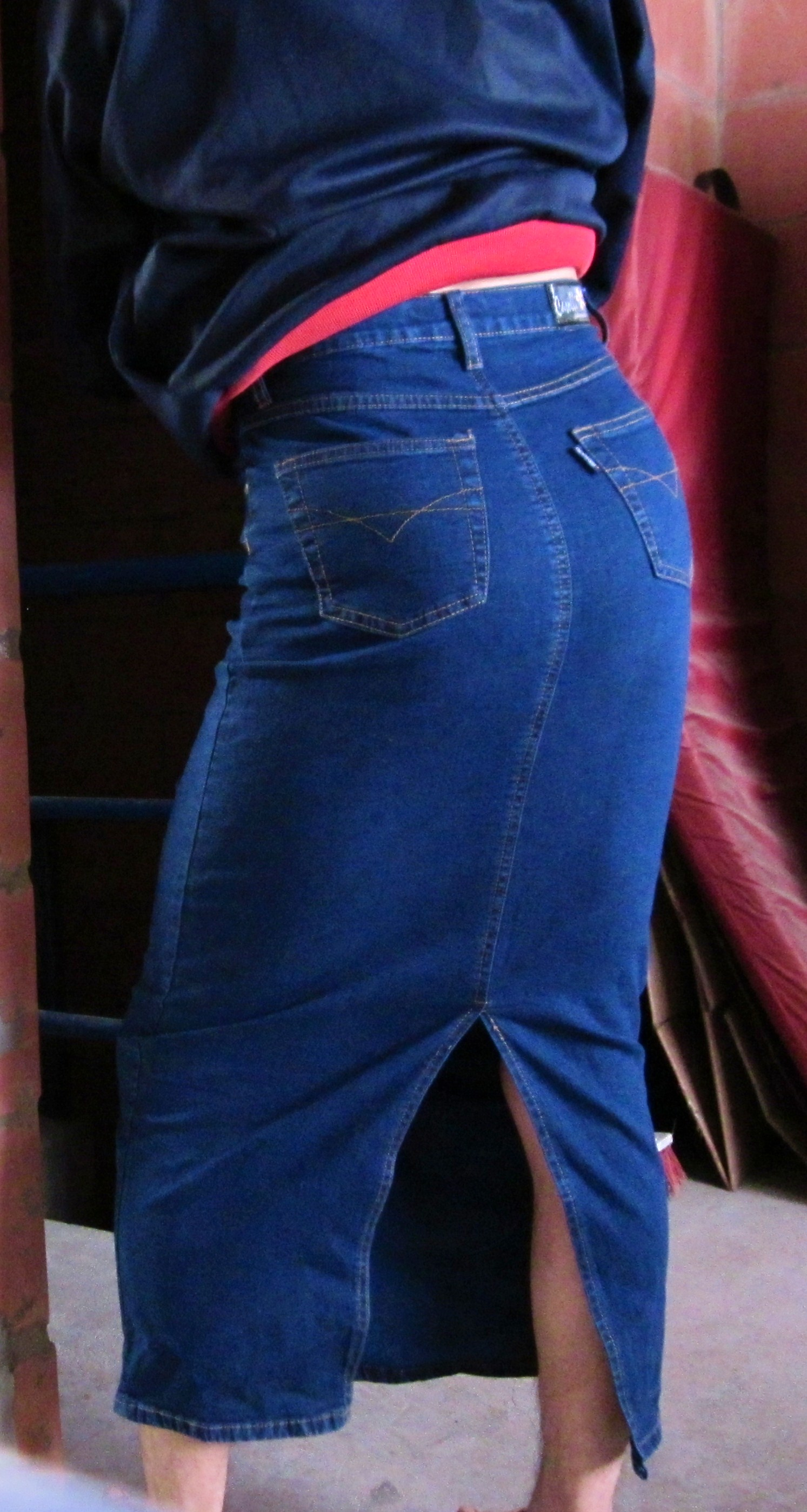
Achteraanzicht van een lange spijkerrok met band, zakken en gestikte naden die aan de jeans ontleend zijn, ca. 2012

Een spijkerrok, ook wel jeansrok, is een rok gemaakt van denim, hetzelfde materiaal waarvan spijkerbroeken gemaakt worden. Spijkerrokken bestaan in verschillende stijlen en lengtes.
Sommige spijkerrokken worden ontworpen met dezelfde kenmerken als jeans, met een gulp aan de voorzijde, een riem met lussen, en achterzakken. Andere spijkerrokken zijn echter ontworpen zoals allerlei andere rokken, alleen zijn die gemaakt van spijkerstof. Spijkerrokken kunnen net als jeans allerlei kleurnuances hebben.

## Geschiedenis
Vrouwen droegen eind jaren 1940 jeansbroeken, echter in eerste instantie alleen om bijvoorbeeld in de tuin te werken. Rond 1950 gingen vrouwen korte broeken dragen van spijkerstof. Deze trend begon in Hollywood. Wanneer de spijkerrok voor het eerst verscheen is onduidelijk. In Nederlandse kranten verscheen de term spijkerrok voor het eerst in 1964, als een uit Amerika overgewaaide trend voor tieners.
In de jaren negentienzeventig kwamen hippies op het idee om oude spijkerbroeken te recyclen tot lange rokken, door de binnennaden open te tornen en driehoekige stukken spijkerstof (of een andere stof) tussen de open pijpen te naaien. Soms bleef de achterkant open met een hoge spilt zonder extra stof.
Denimrokken verschenen voor het eerst in de reguliere modelijnen in de jaren 1970. De rokken zijn sindsdien steeds populairder geworden. Omstreeks 1983 werden minirokjes van spijkerstof - met het silhouet van een kokerrok - een populaire tienermode. Ze waren aanvankelijk donkerblauw, maar verschenen later ook in lichtblauw en verbleekt met stone washing. De rok verdween eind jaren tachtig uit het modebeeld.
Denim minirokjes doken weer op in de tweede helft van de jaren 1990. Ze verschenen ook in de modehuizen in Italië en Frankrijk. In 1996 droeg Pamela Anderson een spijkerrok in een fotoshoot voor de film Barb Wire. De denimminirok verscheen aan het begin van de 21e eeuw opnieuw. Deze was korter dan de versie uit de jaren 1980.

## Stijlen
De klassieke stijl van een spijkerrok lijkt op die van een gewone spijkerbroek, met een gulp (of nepgulp) aan de voorkant, een getailleerde taille, riemlussen en zakken. Later verschenen vele andere stijlen.
Spijkerrokken worden vaak ontworpen met diverse panden, soms meer dan de vier panden die bij veel rokken gebruikt worden.
Om de ruwe en ietwat mannelijke uitstraling van de denimstof af te zwakken, worden spijkerrokken soms ontworpen met afwisselende delen van een andere stof, die diagonaal, driehoekig of verticaal kunnen zijn. Ook wordt soms een afwijkende stof aan de onderkant van de rok gebruikt. Spijkerrokken worden ook wel afgezet met franjes, versierd met kant, borduursels, patchwork of strass. De rokken worden ook wel beschreven of beschilderd. Prints worden niet vaak op spijkerrokken toegepast.
Spijkerrokken worden net als jeans ook wel verkocht in een gescheurde look. Analoog wordt ook wel de zoom aan de onderzijde achterwege gelaten. Na een aantal keren wassen ontstaat vanzelf een rafelende onderkant.